# Time Pie
Time Pie è un album del gruppo di musica elettronica Yamo. Tutte le tracce sono state scritte e prodotte dall'ex Kraftwerk Wolfgang Flür.

## Tracce
| 1  | Time Pie (Minute Pie)                                                                       | 3:50 |
| 2  | Mosquito (Hunting Feels Better)                                                             | 3:44 |
| 3  | Stereomatic (Stereomagic)                                                                   | 4:40 |
| 4  | Awomanaman (The Kiss)                                                                       | 4:54 |
| 5  | Aurora Borealis (Greatest Show For Free)Lyrics By – Emil Schult                             | 6:52 |
| 6  | Guiding Ray (Space Journey To Funny Faces From Foreign Towns)Lyrics By – Paul Wilkinson (2) | 7:35 |
| 7  | Tra Testa E Mano (Heart Between Head And Hand)                                              | 4:48 |
| 8  | Speechdancer (Talk Back)                                                                    | 4:18 |
| 9  | Naked Japanese (Wrong Or Right?)                                                            | 4:33 |
| 10 | Dr.Ug.Ly. (Drops Against Tears)                                                             | 3:57 |
| 11 | Untitled                                                                                    | 1:53 |

## Registrazione
L'album è stato registrato e mixato al St. Martin Tonstudio di Düsseldorf, ed è stato masterizzato al EMI Maarweg Studio di Colonia.

## Formazione
- Wolfgang Flür - sintetizzatori, tastiere, drum machine, percussioni, vocoder, programmazione, produzione
- Barbara Uhling - voce, cori
- Donna Regina - voce, cori
- Felicia Uwage - voce, cori
- Jeannine Flür - voce, cori
- Jedra Dayl - voce, cori
- Max Stamm - voce, cori
- Rosa Barba - voce, cori